# Charles Meysey-Thompson
Pour les articles homonymes, voir Charles Thompson et Thompson.
Charles Maude Meysey-Thompson, né le 5 décembre 1849 à York et mort le 11 septembre 1881 à Peoa en Utah aux États-Unis, est un footballeur anglais.
Il remporte la coupe d’Angleterre en 1873 avec le Wanderers Football Club.

## Biographie
Charles Meysey-Thompson naît à York. Il est le fils de Sir Harry Meysey-Thompson, 1er Baronnet (1809–1874) et d’Elizabeth Anne Croft. Son père est créé premier Baronnet Meysey-Thompson de Kirby Hall, dans le comté d’York en avril 1874 soit quelques mois avant sa mort. Son fils reprendra ce nouveau nom après cette date. Sir Harry Meysey-Thompson est député de la circonscription de Whitby entre 1859 et 1865. Meysey est le patronyme de la grand-mère d’Harry Thompson.
Le frère de Charles, Albert Meysey-Thompson est lui aussi un footballeur. Il a joué dans les mêmes clubs que son frère.
Thompson est scolarisé à l’Eton College avant d’intégrer Trinity College. Il est Bachelors of arts en 1872 puis Master of Arts en 1876.

### Carrière dans le football
Charles Meysey-Thompson joue au football dès son arrivée à Eton. Alors qu’il est à Cambridge, il est sélectionné pour la série de matchs internationaux amicaux entre les sélections anglaises et écossaises. Il remplace Henry Primrose au sein de l’équipe écossaise lors du match du 24 février 1872. Son frère évolue dans l’équipe anglaise qui l’emporte 1-0.
Thompson suit son frère Albert et rejoint le Wanderers Football Club. Il y fait son premier match le 14 février 1872 pour une victoire 6-1 contre le Civil Service Football Club . Même s’il ne joue qu’un seul autre match pour les Wanderers cette saison-là, il est sélectionné pour disputer la finale de la Coupe d'Angleterre 1873 au Lillie Bridge Grounds. Les Wanderers l’emportent 2-0 .
Thompson joue au total 7 matchs pour les Wanderers. Il joue ensuite pour le Old Etonians Football Club et il dispute la finale de la Coupe d’Angleterre 1976 contre son ancien club les Wanderers. À ce moment-là, la famille a adopté le patronyme de "Meysey-Thompson". Pourtant, les deux frères qui disputent la finale au sein des Old Etonians sont identifiés sous les noms de Albert Thompson et de Charles Meysey,.

## Palmarès
Wanderers FC
- Vainqueur de la Coupe d'Angleterre en 1873

Old Etonians FC
- Finaliste de la Coupe d'Angleterre en 1876